# خیر دین (استان مستغانم)
خیر دین (استان مستغانم) (به عربی: خیر الدین) یک شهرداری در الجزایر است که در ناحیه خیرالدین واقع شده‌است. خیر دین ۲۲٬۲۴۱ نفر جمعیت دارد.